# Als die Zeit stillstand
Als die Zeit stillstand (Originaltitel: Il tempo si è fermato) ist ein italienischer Spielfilm in Schwarzweiß aus dem Jahr 1959 von Ermanno Olmi, von dem auch das Drehbuch stammt. In den Rollen sind Natale Rossi, Roberto Seveso und Paolo Quadrubbi – allesamt Laiendarsteller – zu sehen. Zum ersten Mal ins Kino kam der Film im August 1959 im Rahmen der Internationalen Filmfestspiele von Venedig. In der Bundesrepublik Deutschland hatte er seine Premiere am 6. Dezember 1966 im Programm des Ersten Deutschen Fernsehens (ARD). 

## Inhalt
Auf einer Staudamm-Baustelle in den italienischen Alpen ruht den Winter über die Arbeit. Nur zwei Männer hausen als Wachtposten in den verlassenen Baracken. Als einer der beiden turnusgemäß abgelöst wird, kommt statt des bekannten, aber verhinderten Ersatzmannes ein junger und ganz unerfahrener Freiwilliger, ein Werkstudent, der sich von der Einsamkeit im Hochgebirge Zeit für seine Prüfungsvorbereitungen verspricht. Die Enttäuschung des Alten äußert sich dem in jeder Hinsicht „Fremden“ gegenüber zunächst in kühler Distanz. Als dann aber der junge Mann, der in Sonne und Schnee wie ein ausgelassenes Kind umhertollte, während einer Sturmnacht unter einem leichten Fieberanfall zusammenbricht, gewinnen bei dem alten Staudammwächter die väterlichen Gefühle die Oberhand. Aufopfernd umsorgt er den Verängstigten. Und als dann die zwei wegen des aufziehenden Unwetters in der steinernen Kapelle Zuflucht suchen müssen und mangels anderer Beleuchtung nur die Kerzen auf dem Altar Licht spenden, wird wie selbstverständlich deutlich, dass dieses Füreinander nicht nur humanitäre Wurzeln hat. Am nächsten Morgen sind Sturm und Fieber abgeklungen. Mit sichtbarer Freude spüren beide die neue Verbundenheit. Von dem im Dunkel der Angst geäußerten Wunsch, so schnell wie möglich ins Tal zurückzuwollen, ist keine Rede mehr.

## Kritiken
Der Evangelische Film-Beobachter fasst seine Kritik so zusammen: „Der großartige Erstling Ermanno Olmis ist ein beglückendes Erlebnis für alle, die überzeugende Schlichtheit lieben. Unbedingt sehenswert (etwa ab 12).“ Auch das Lexikon des internationalen Films zeigt sich angetan: „Glänzend fotografiert und fast dokumentarisch gestaltet, dabei von eindrucksvoller Menschlichkeit geprägt, schildert der Film die schwierige Annäherung zwischen zwei völlig unterschiedlichen Menschen. Das Erstlingswerk Ermanno Olmis feiert die Poesie der Bergwelt und spürt diesen Zauber auch in alltäglichen Dingen auf.“